# Liste der Stolpersteine in Freudenburg
Die Liste der Stolpersteine in Freudenburg enthält alle 24 Stolpersteine, die am 6. April 2011 von Gunter Demnig in Freudenburg verlegt wurden. Sie sollen an die Opfer des Nationalsozialismus erinnern, die in Freudenburg ihren letzten bekannten Wohnsitz hatten, bevor sie deportiert, ermordet, vertrieben oder in den Suizid getrieben wurden.
Hinweis: Die Liste ist sortierbar. Durch Anklicken eines Spaltenkopfes wird die Liste nach dieser Spalte sortiert, zweimaliges Anklicken kehrt die Sortierung um. Durch das Anklicken zweier Spalten hintereinander lässt sich jede gewünschte Kombination erzielen.
Anklicken des Bildes vergrößert das Bild.

## Liste der Stolpersteine
| Adresse                     | NS-Opfer                                    | Inschrift                                                                                    | Bild | Kollektion | Lage |
| --------------------------- | ------------------------------------------- | -------------------------------------------------------------------------------------------- | ---- | ---------- | ---- |
| Marktplatz 5, Freudenburg · | Gustav Kahn Jg. 1867                        | Deportiert 1942 Theresienstadt 1942 Treblinka Ermordet 19.9.1942                             |      |            |      |
| Marktplatz 5, Freudenburg · | Julie Kahn geb. Levy Jg. 1868               | Deportiert 1942 Theresienstadt 1942 Treblinka Ermordet 19.9.1942                             |      |            |      |
| Marktplatz 5, Freudenburg · | Adolph Samuel geb. Levy Jg. 1901            | Flucht 1938 USA Überlebt                                                                     |      |            |      |
| Marktplatz 5, Freudenburg · | Ernst David Samuel Jg. 1925                 | Flucht 1938 USA Überlebt                                                                     |      |            |      |
| Marktplatz 5, Freudenburg · | Ilse Samuel Jg. 1930                        | Flucht 1938 USA Überlebt                                                                     |      |            |      |
| Marktplatz 5, Freudenburg · | Gabriele Samuel geb. Kahn Jg. 1903          | Flucht 1938 USA Überlebt                                                                     |      |            |      |
| Marktplatz 5, Freudenburg · | Arthur Samuel Jg. 1905                      | Flucht 1937 Palästina Überlebt                                                               |      |            |      |
| Marktplatz 5, Freudenburg · | Auguste Kahn geb. Samuel Jg. 1900           | Flucht 1940 Frankreich Massenrazzia 1942 Velodrome D’Hiver Paris ???                         |      |            |      |
| Marktplatz 5, Freudenburg · | Berta Samuel Jg. 1914                       | Flucht 1936 Frankreich Interniert Drancy Deportiert 1942 Ermordet 1942 In Auschwitz          |      |            |      |
| Marktplatz 5, Freudenburg · | Chaja Samuel geb. Fuchs Jg. 1903            | Flucht 1938 Schweden Überlebt                                                                |      |            |      |
| Marktplatz 5, Freudenburg · | Fanny Samuel geb. Ziegeler Jg. 1905         | Flucht 1937 Palästina Überlebt                                                               |      |            |      |
| Marktplatz 5, Freudenburg · | Lehrer und Kantor Ferdinand Samuel Jg. 1901 | Flucht 1938 Norwegen Flucht 1942 Schweden Überlebt                                           |      |            |      |
| Marktplatz 5, Freudenburg · | Frieda Höbel geb. Samuel Jg. 1899           | Deportiert 1941 Minsk Ermordet 11.11.1941                                                    |      |            |      |
| Marktplatz 5, Freudenburg · | Gaston Kahn Jg. 1933                        | Flucht 1940 Frankreich Interniert Drancy Deportiert 1943 Ermordet 1943 In Auschwitz          |      |            |      |
| Marktplatz 5, Freudenburg · | Henriette Samuel geb. Pollak Jg. 1907       | Verzogen 1930 Norwegen Flucht 1942 Schweden Überlebt                                         |      |            |      |
| Marktplatz 5, Freudenburg · | Hermann Kahn Jg. 1885                       | Flucht 1940 Frankreich Ermordet 1942 in einem Gefängnis in Paris                             |      |            |      |
| Marktplatz 5, Freudenburg · | Hirsch Höbel Jg. 1886                       | Deportiert 1941 Minsk Ermordet 11.11.1941                                                    |      |            |      |
| Marktplatz 5, Freudenburg · | Ida Samuel geb. Weil Jg. 1868               | Flucht 1936 Frankreich Interniert Drancy 1942 Ermordet in Auschwitz                          |      |            |      |
| Marktplatz 5, Freudenburg · | Isaak Julius Samuel Jg. 1902                | Verzogen 1930 Norwegen Landesrabbiner Deportiert 1942 Auschwitz Ermordet 16.12.1942          |      |            |      |
| Marktplatz 5, Freudenburg · | Julius Höbel Jg. 1933                       | Deportiert 1941 Minsk Ermordet 11.11.1941                                                    |      |            |      |
| Marktplatz 5, Freudenburg · | Leo Höbel Jg. 1931                          | Deportiert 1941 Minsk Ermordet 11.11.1941                                                    |      |            |      |
| Marktplatz 5, Freudenburg · | Ludwig Samuel Jg. 1908                      | Flucht 1938 Schweden Überlebt                                                                |      |            |      |
| Marktplatz 5, Freudenburg · | Martha Samuel Jg. 1901                      | Flucht 1938 Norwegen Flucht 1942 Schweden Überlebt                                           |      |            |      |
| Marktplatz 5, Freudenburg · | Samuel Samuel Jg. 1862                      | Vorsteher der jüdischen Gemeinde Gedemütigt/Entrechtet Zwangsverkauf des Geschäftes Tot 1935 |      |            |      |